# Matrimoni concertat
El matrimoni concertat, arreglat o forçat és aquell que està pactat sense concurs de la llibertat dels contraents. Les Nacions Unides veuen el matrimoni forçat com una forma de violació dels drets humans, ja que viola els principis de lliure elecció i autonomia dels individus.
En països com l'Índia, Xina, Japó, algunes parts d'Àfrica i el món àrab els matrimonis arreglats són molt comuns. Aquestes unions preserven l'ordre econòmic i social i creen estabilitat entre les famílies. La parella "arreglada" no espera començar el seu matrimoni per amor, sinó que espera que la devoció i responsabilitat creixin dins de la unió a mesura que aquesta progressa.
Nombrosos són els casos de matrimonis arreglats, arribant a la seva cúspide al segle xvii i xviii, quan a Europa, les famílies aristòcrates i nobles concertaven matrimonis per als seus fills per tal d'augmentar la fortuna i crear llaços de poder per mitjà d'aquests «empreses».
En general, després d'aquest tipus de matrimoni, sortien a la llum nombrosos escàndols d'amants que concretaven o suplantaven en el pla amorós la dona real, un exemple no tan antic és el matrimoni de Napoleó I amb Maria Lluïsa, arxiduquessa austríaca per tal de signar un tractat de pau per mitjà del matrimoni.
La Convenció per a l'eliminació de totes les formes de discriminació contra les dones ,Tractat Internacional de Drets Humans de l'ONU específic per a les dones, conegut com a CEDAW, en anglès— prohibeix el matrimoni forçat. Així mateix, el Conveni del Consell d'Europa sobre prevenció i lluita contra la violència contra la dona i la violència domèstica, inclou disposicions amb la finalitat que els estats el tipifiquin com a delicte.